# Heilig-Kreuz-Pilgerspital

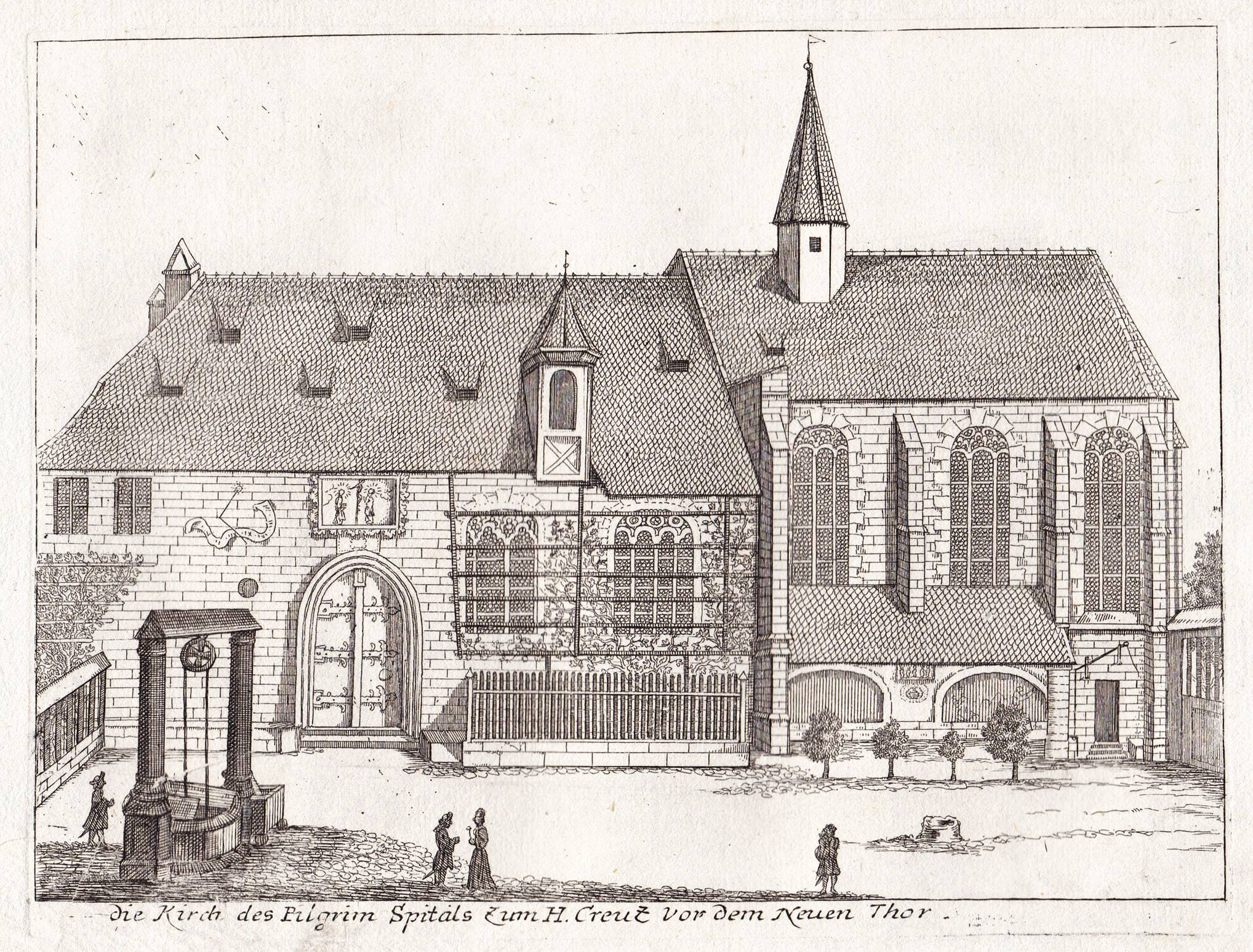
Spital und Kirche um 1700

Das Heilig-Kreuz-Pilgerspital war eine Pilgerherberge in St. Johannis (Nürnberg). Bis zur Auflösung 1808 war es eine karitative Einrichtung der Haller von Hallerstein.

## Geschichte
Das Spital wurde um 1352/53 durch Bertold Haller (ca. 1310–79), einem vermögenden Fernhändler, als Herberge für auswärtige "Pilger, Wallfahrer, arme Priester, Studenten und Schüler" gestiftet. 1364 übergab er die Stiftung samt der zugehörigen Kapelle an den Nürnberger Rat, doch blieb die Verwaltung faktisch der Familie vorbehalten, denn Bertold Haller hatte bestimmt, dass das Spital "zu allen Zeiten den ältesten von der Hallerischen Familie zum Verwalter haben" solle. 
Das Spital bot zeitweise rund 30 Betten ein kostenloses Nachtquartier und richtete die Armenspeisung in der Karwoche anlässlich der damals in die Kompetenz der Kirche fallenden Sondersiechenschau (der Lepraschau, Aussätzigenschau bzw. dem Examen leprosorum) aus. Diese erreichte ihren Höhepunkt um 1560/70, als jedes Mal rund 12.000–15.000, 1572 sogar über 24.000 Menschen vor allem mit Brot, Eiern und Bier verköstigt wurden.

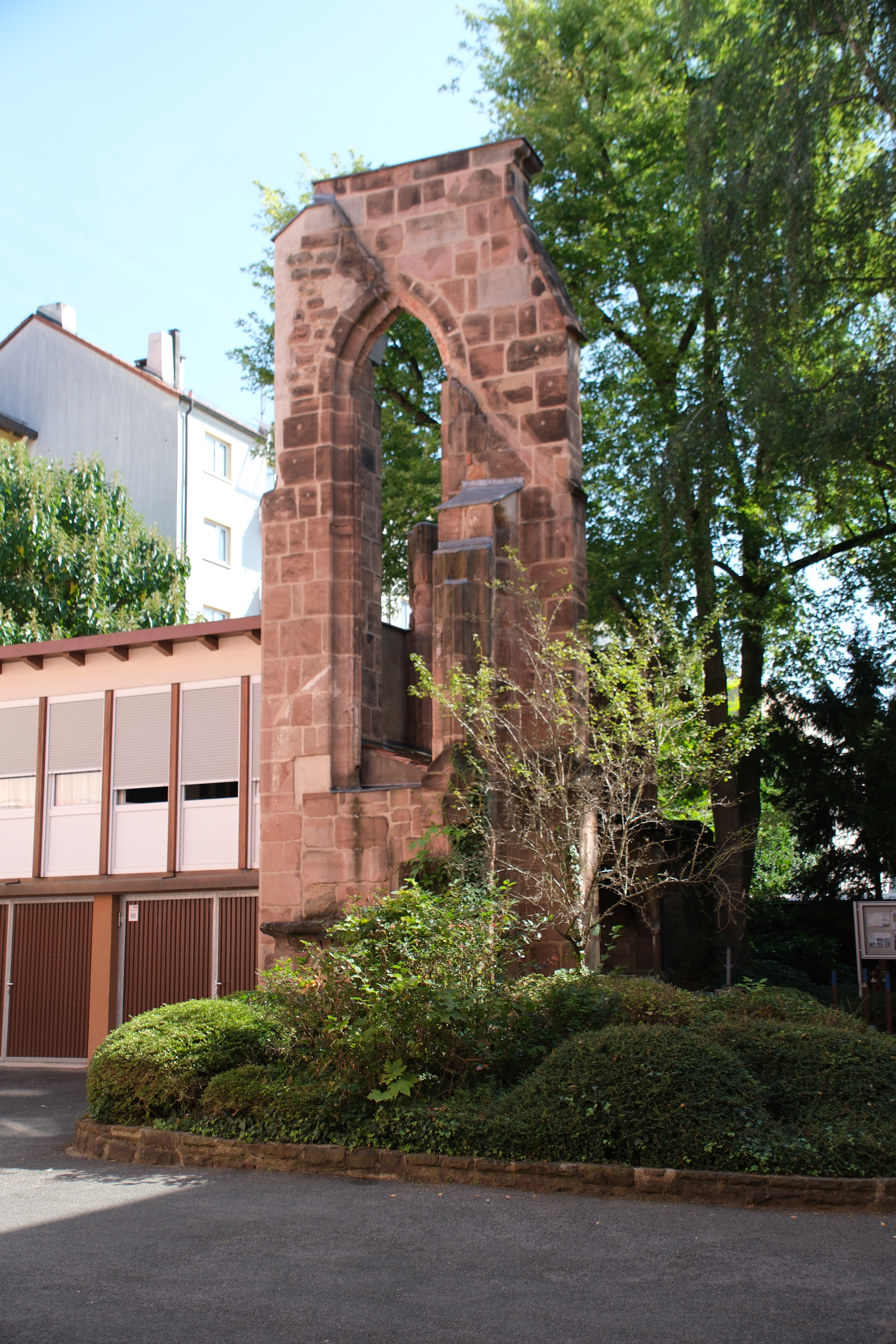
Letztes Überbleibsel der Kirche im Hinterhof

Nach dem Übergang Nürnbergs an Bayern wurde das Heilig-Kreuz-Pilgerspital 1808 aufgelöst. Der Hallerschen Familie verblieb das Nutzungsrecht am Pfründnerhaus (sogenanntem Herrenhaus) samt Garten. Das malerische Ensemble aus Herrenhaus, Kapelle und aus der Pilgerherberge hervorgegangener Gastwirtschaft fiel 1943/45 dem Bombenkrieg zum Opfer. Das wertvolle Kunstinventar wurde rechtzeitig verlagert, darunter der bedeutende Peringsdörffer-Altar, dazu zahlreiche Tafelbilder, Holzplastiken usw. sowie über 50 Hallersche Totenschilde. Sie befinden sich jetzt zum Teil in der Nürnberger Lorenzkirche und im Großgründlacher Schloss.